# David Kamau Ng’ang’a
David Kamau Ng’ang’a (* 1955 in Kiambu) ist ein kenianischer römisch-katholischer Geistlicher und Weihbischof in Nairobi. 

## Leben
David Kamau Ng’ang’a empfing am 10. Januar 1982 die Priesterweihe.
Papst Johannes Paul II. ernannte ihn am 15. April 2009 zum Weihbischof in Nairobi und Titularbischof von Oëa. Die Bischofsweihe spendete ihm der Kardinalpräfekt der Kongregation für die Evangelisierung der Völker, Jozef Tomko, am 20. Juni desselben Jahres; Mitkonsekratoren waren Erzbischof Giovanni Tonucci, Apostolischer Nuntius in Kenia, und Raphael S. Ndingi Mwana’a Nzeki, Erzbischof von Nairobi.
Vom 4. Januar bis zum 20. November 2021 war er während der Sedisvakanz Apostolischer Administrator des Erzbistums Nairobi.